# ERS 17
ERS 17 (ang. Environmental Research Satellites 17 – badawczy satelita środowiskowy), nazywany również ORS 3 (ang. Octahedral  Research Satellite 3 – czworościenny satelita środowiskowy) – amerykański wojskowy satelita naukowy. Wyniesiony wraz z satelitami Vela 3A i Vela 3B.

## Budowa i działanie
Telemetria była przesyłana 16 kanałami (kodowanie PAM/FM/PM) i korzystała z kanału 5. FM systemu IRIG (Inter-Range Instrumentation Group). Każdy kanał był próbkowany przez 4,5 sekundy, co 72 sekundy. Dane zebrano z około 86% czasu pierwszych 4 tygodni misji, i około 26% czasu do dnia 3 listopada 1965, kiedy to przestał działać nadajnik. Łącznie zarejestrowano około 1500 godzin danych.    
Statek był stabilizowany obrotowo, w tempie 6 obr./min. 

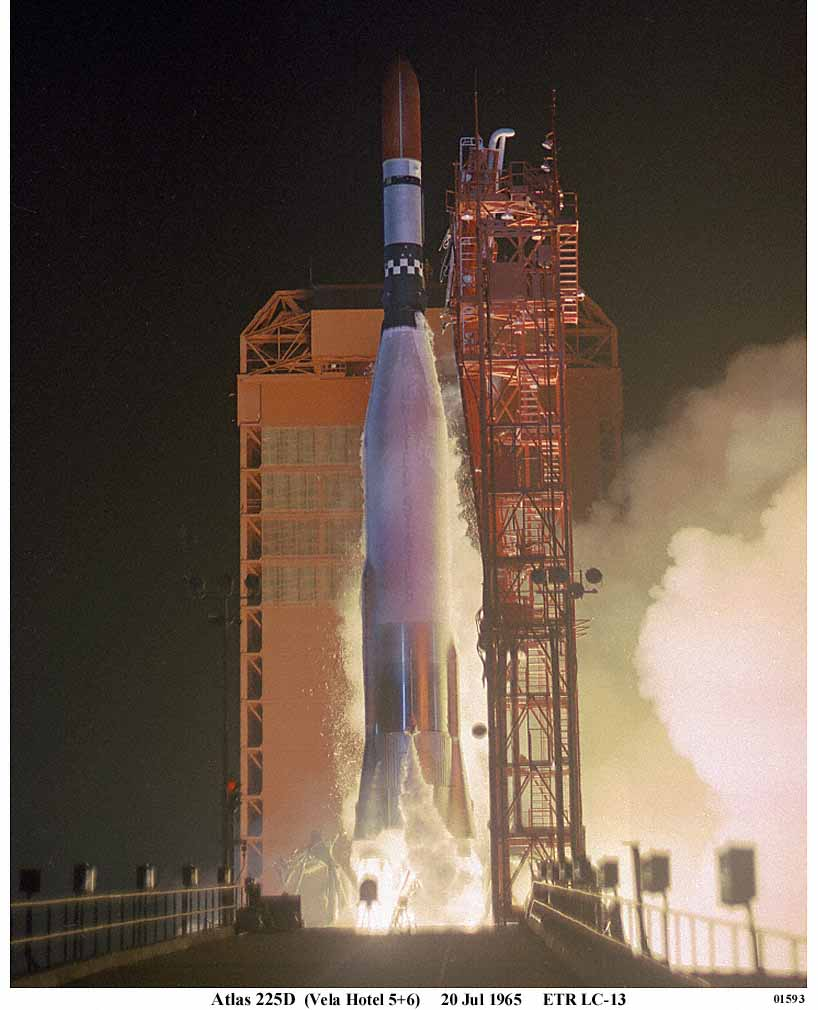
Start rakiety Atlas z satelitami Vela 3A, Vela 3B i ERS 17 na pokładzie

## Instrumenty naukowe
Satelita przenosił 5 instrumentów do badania promieniowania w przestrzeni kosmicznej (promieniowania rentgenowskiego, gamma i kosmicznego).
Detektor promieni X, głównie do badań Słońca, składał się z trzech liczników Geigera (EON 6214), zamontowanych prostopadle do siebie. Każdy z nich miał stożkowe pole widzenia o kącie rozwarcia 100°. Próbkowane przez 4,5 sekundy, co 72 sekundy. Czułe na promieniowanie z zakresu 0,1-1,4 nm. Instrument przestał działać 15 września 1965.
Dookólny scyntylator typu phoswich używany był do rejestrowania promieniowania gamma z zakresu 0,03-10 MeV. Mierzył też strumień protonów promieniowania kosmicznego o energii powyżej 30 MeV. Jego skala podzielona była na 5 zakresów (kanałów): 0,03-0,1; 0,1-0,3; 0,3-1,0; 1,0-3,0 i 3,0-10,0 MeV. Próbkowanie odbywało się przez 4,5 sekundy, co 72 sekundy. Z uwagi na uszkodzenie przy starcie osłony przed cząstkami naładowanymi i późniejsze (5 sierpnia 1965) nasycenie się wzmacniacza, zebrane dane były bardzo trudne od interpretacji.